# Francesco Biamonti
Pour les articles homonymes, voir Biamonti.
Francesco Biamonti (né à San Biagio della Cima le 3 mars 1928 et mort le 17 octobre 2001) est un écrivain italien.

## Éléments biographiques
Il naît le 3 mars 1928, en Ligurie à San Biagio della Cima, petit village de l'arrière-pays ligure, situé non loin de Bordighera et de Vintimille. C'est un territoire pauvre, marqué par l'exode rural et où ne s'offrait d'autre choix que d'être paysan ou de partir. Son frère, d'ailleurs, s'embarquera comme marin et sera capitaine dans la marine marchande.
Autodidacte, il se forgera seul une grande culture littéraire et philosophique. Il obtient en parallèle un diplôme de comptabilité et passe, dans les années cinquante,  un certain nombre d'années de sa jeunesse en France et en Espagne. À partir de 1956 et jusqu'en 1964, il est bibliothécaire à la bibliothèque publique dell'Aprosiana de Ventimille. Il retourne ensuite en son village natal, où pour survivre il se fait cultivateur de mimosas et où, surtout, il se consacre à la lecture et à l'élaboration de son œuvre.
A 25 ans, il avait écrit un roman, intitulé Coup de grâce, influencé par l'existentialisme et la psychanalyse, mais qui ne sera pas publié. Il écrit ensuite un ouvrage consacré aux peintres de sa région: L'Existence et le temps dans la peinture informelle. Toutefois, Francesco Biamonti se sait et se veut romancier. Après une lente maturation, il fait paraître chez Einaudi en 1983, son premier roman, L'Ange d'Avrigue, salué par Italo Calvino. Suivront quatre autres romans qui lui assureront une place importante dans la littérature de son temps, en particulier pour celui qui est considéré comme son chef-d’œuvre: Les Paroles la nuit.
Il meurt, d’un cancer du poumon le 17 octobre 2001, laissant inachevé son dernier roman, Le Silence.

## Œuvres
- L'angelo di Avrigue, Einaudi, Turin, 1983
- Vento largo, Einaudi, Turin 1991
- Attesa sul mare, Einaudi, Turin, 1994
- Le parole la notte, Einaudi, Turin 1998
- Il silenzio, Einaudi, Turin, 2003
- Ennio Morlotti. Pazienza nell'azzurro, Ananke, Turin 2006
- Scritti e parlati, Einaudi, Torino 2008
- Il romanzo di Gregorio, Il Canneto, Genova 2015
- L’angelo di Avrigue. Vento largo. Attesa sul mare, prefazione di Carlo Boccadoro, Einaudi, Torino 2020

## Œuvres traduites en français
- L’Ange d’Avrigue, Éditions Verdier, Lagrasse, 1990
- Vent largue, Éditions Verdier, 1993
- Attente sur la mer, trad. François Maspero, Seuil, Paris, 1996
- Les Paroles la nuit, trad. François Maspero, Seuil, Paris, 1999
- Le Silence, Éditions Verdier, 2005